# Kanton Le Moule-1
Der Kanton Le Moule-1 war ein französischer Wahlkreis im Übersee-Département Guadeloupe im Arrondissement Pointe-à-Pitre. Er umfasste einen Teil der Gemeinde Le Moule.